# Jelly Belly

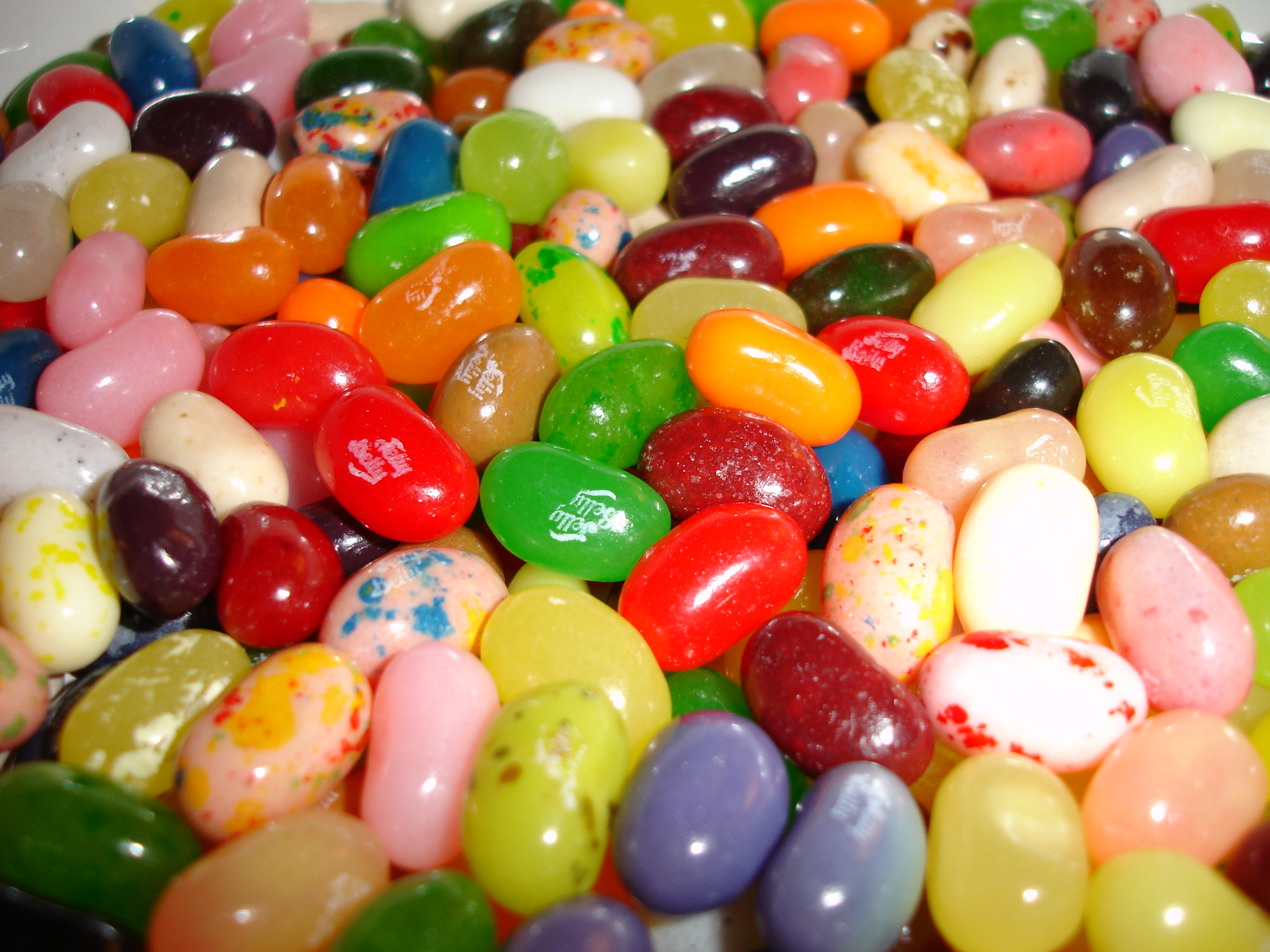
jelly beans

Onder de merknaam Jelly Belly produceert de Amerikaanse firma Jelly Belly Candy Company sinds 1976 de bekende jelly beans (Nederlands: gel-boontjes). Het hoofdkantoor van het bedrijf bevindt zich in Fairfield, Californië.

## Jelly Belly Bonen
De snoepjes in de vorm van een kidneyboon zijn ca. 1 cm groot en bestaan uit een gekleurd suikerlaagje met een gel-achtige kern. De hoofdbestanddelen zijn suiker, glucosestroop en gemodificeerd zetmeel (van maïs). Er zijn meer dan 50 verschillende soorten, met ieder een andere kleur en smaak. 1 snoepje bevat 4 kcal. en is gelatine-vrij, waardoor het ook geschikt is voor vegetariërs.
Onder de soorten bevinden zich niet gangbare smaken als jalapeño, popcorn, geroosterde marshmallow en Piña Colada.

## Trivia
- De Amerikaanse president Ronald Reagan was een groot liefhebber van de boontjes. Hij zou er altijd een voorraad van hebben gehad in het Oval Office en in Airforce One.
- Reagan zou in 1983 zelfs jelly beans meegegeven hebben op een van de eerste vluchten van de spaceshuttle Challenger als verrassing voor de bemanning.
- In Harry Potter en de Steen der Wijzen worden soortgelijke snoepjes genoemd onder de naam Smekkies in Alle Smaken (Engels: Bertie Bott's Every Flavour Beans). De producent speelde hierop in door een aparte Harry Potter range op de markt te brengen.

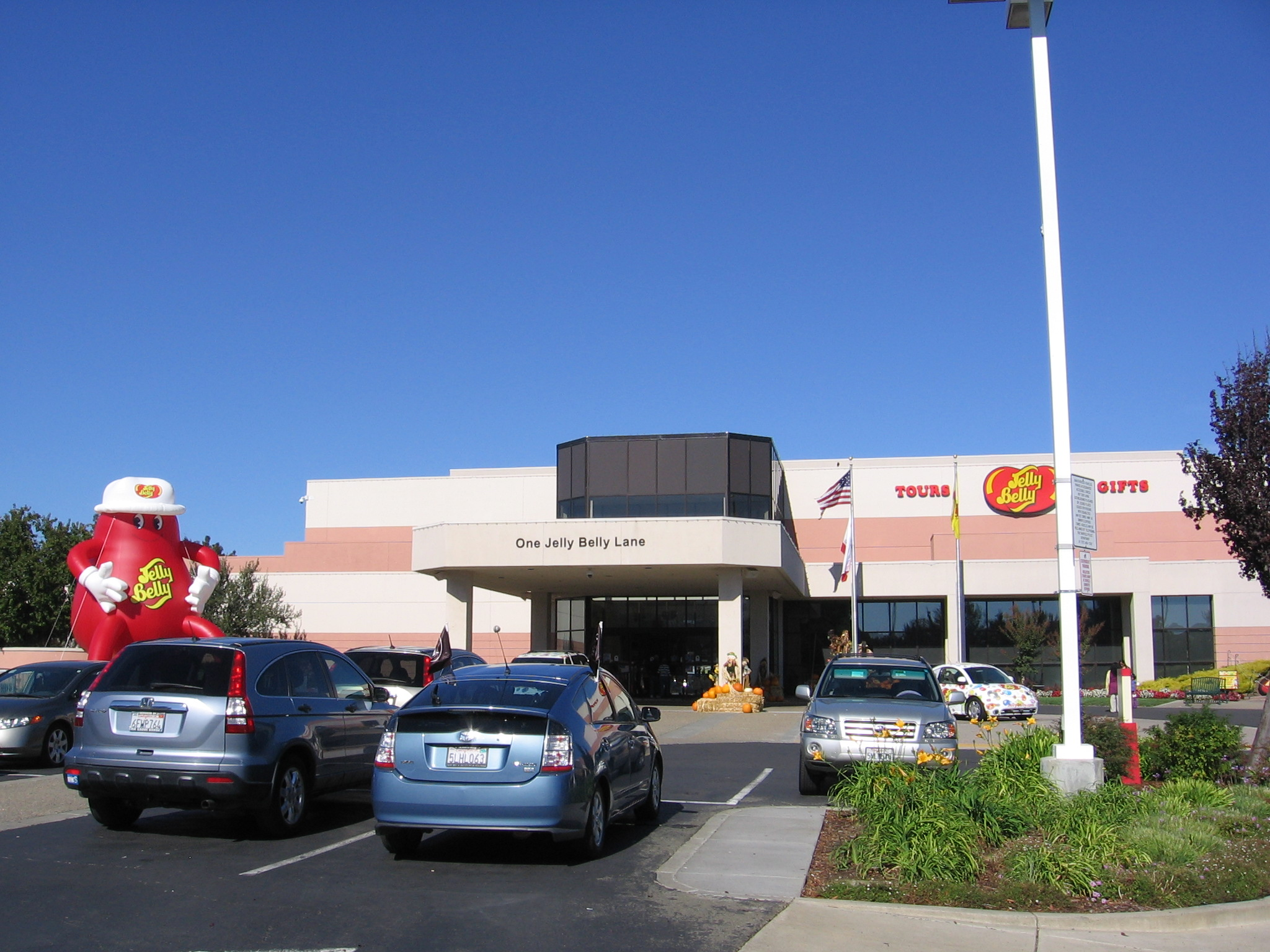
Jelly Belly hoofdkantoor in Fairfield (Californië)
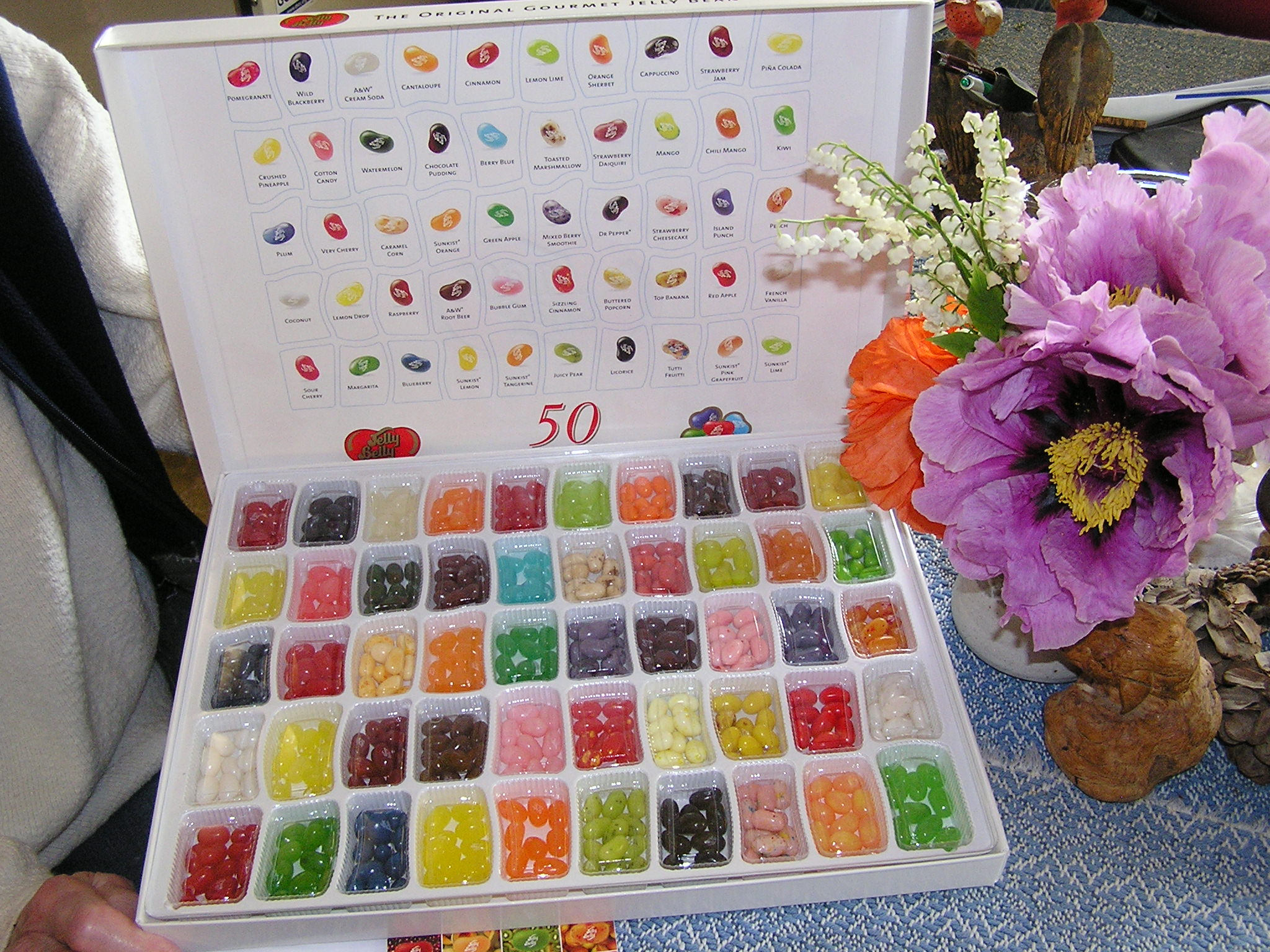
50 verschillende soorten